# Canal del Dique
Canal del Dique är en kanal i Colombia.   Den ligger i departementet Bolívar, i den norra delen av landet, 600 km norr om huvudstaden Bogotá.